# Bilskírnir
Nella mitologia norrena, Bilskírnir ("lampo di luce" in norreno) è la principale sala del palazzo dove dimora Thor, il dio del tuono, in cui Thor vive con sua moglie Sif e i loro figli Þrúðr e Móði, insieme ai loro servitori Þjálfi e Röskva.

## Bilskírnir nella leggenda
Secondo il Grímnismál, il palazzo è il più grande mai costruito ed è costituito da 540 sale. Questo è situato ad Ásgarðr, dove risiedono tutti gli dei, nel regno di Þrúðheimr (o Þrúðvangr secondo il Gylfaginning e la saga degli Ynglingar).
(Edda poetica, Grímnismál. st. 23)

## Influenza culturale
Il palazzo di Thor ha ispirato il nome della nave spaziale Asgard comandata dal comandante supremo Thor, nella serie televisiva Stargate SG-1, chiamata Beliskner.
Bilskirnir è anche il nome di una band pagan metal tedesca.